# 1942 en Suisse
Chronologie de la Suisse
- 1938
- 1939
- 1940
- 1941
- 1942
- 1943
- 1944
- 1945
- 1946

Chronologie de la Suisse
1941 en Suisse - 1942 en Suisse - 1943 en Suisse

## Gouvernement au1erjanvier 1942
- Conseil fédéral[1]:
  - Philipp Etter PDC, président de la Confédération
  - Enrico Celio PDC, vice-président de la Confédération
  - Walther Stampfli PRD
  - Eduard von Steiger UDC
  - Karl Kobelt PRD
  - Ernst Wetter PRD
  - Marcel Pilet-Golaz PRD

## Évènements

### Janvier
Jeudi 1er janvier 
- Entrée en vigueur du Code pénal suisse.
- Fusion des chemins-de-fer de l’Emmental, avec la création de la compagnie EBT (Emmental-Berthoud-Thoune).

 Mardi 6 janvier 
- La Suisse se charge de la défense des intérêts japonais en Australie.

 Jeudi 15 janvier 
- Les États-Unis publient une « liste noire », dans laquelle figure plus de 400 entreprises suisses qui entretiennent des relations commerciales avec les puissances de l’Axe.

 Jeudi 22 janvier 
- La représentation diplomatique de la France en Égypte est confiée à la Suisse.

 Dimanche 25 janvier 
- Votations fédérales. Le peuple rejette, par 524 127 non (67,6 %) contre 251 605 oui (32,4 %), l’initiative populaire « Élection du Conseil fédéral par le peuple et augmentation du nombre des membres ».

 Lundi 26 janvier 
- La Suisse assume la défense des intérêts uruguayens auprès des puissances de l’Axe.

### Février
Mercredi 4 février 
- La Suisse se charge de la défense des intérêts britanniques en Thaïlande et des intérêts italiens au Brésil.

 Jeudi 5 février 
- Inauguration de la Fabrique d’avions Pilatus à Stans (NW).

 Vendredi 20 février 
- Décès à Ballaigues (VD), à l’âge de 71 ans, du peintre Louis Soutter.

### Mars
Dimanche 1er mars 
- Rationnement de la viande. Le mercredi et le vendredi sont des jours sans viande.

 Mardi 3 mars 
- Un éboulement s'abat sur l'abbaye de Saint-Maurice (VS) causant de gros dommages.

### Avril
Mercredi 1er avril 
- Le Conseil fédéral décide de créer un corps des gardes-fortifications, chargé d'assurer la permanence de la défense nationale.

 Mercredi 15 avril 
- Décès à Genève, à l’âge de 61 ans, de l’écrivain autrichien Robert Musil.

 Jeudi 16 avril 
- Crime antisémite à Payerne (VD). Le marchand de bétail juif Arthur Bloch est assassiné et dépecé. Trois des six coupables, membres du Mouvement national, seront condamnés à la réclusion à vie..

 Mercredi 22 avril 
- Evadé d’Allemagne, le général français Henri Giraud passe la frontière à Charmoille (JU).

 Jeudi 30 avril 
- Décès, à l’âge de 70 ans, du sculpteur James Vibert, auteur de la statue des Trois Suisses au Palais fédéral.

### Mai
Vendredi 1er mai 
- La Suisse se charge de représenter les intérêts britanniques au Japon.

 Dimanche 3 mai 
- Votations fédérales. Le peuple rejette, par 408 821 non (65,1 %) contre 219 629 oui (34,9 %), l’Initiative populaire « concernant la réorganisation du Conseil national ».

 Jeudi 7 mai 
- Décès à Winterthour (ZH), à l’âge de 79 ans, du compositeur autrichien Felix Weingartner.

 Vendredi 8 mai 
- Décès à Lausanne, à l’âge de 84 ans, du journaliste Félix Bonjour.

### Juin
Lundi 1er juin 
- Introduction du rationnement de la viande est des produits carnés.

 Dimanche 28 juin 
- Les Grasshoppers s’adjugent, pour la onzième fois de son histoire, le titre de champion de Suisse de football.

### Juillet
Mercredi 1er juillet 
- Introduction d’un rationnement différencié. La population est répartie en diverses catégories, selon le métier exercé. Les ouvriers astreints à des travaux pénibles, ainsi que les adolescents en période de croissance reçoivent des tickets supplémentaires.

 Jeudi 30 juillet 
- Première édition de Wir Brückenbauer, hebdomadaire de la Migros.

### Août
Vendredi 2 août 
- Le Suisse Ferdi Kübler remporte le Tour de Suisse cycliste.

 Mercredi 7 août 
- Décès à Lucerne, à l’âge de 63 ans, de l’industriel Walter Gerber, inventeur du fromage fondu.

 Jeudi 13 août 
- Le Conseil fédéral décide de fermer complètement la frontière à tous les réfugiés civils illégaux. Les déserteurs, les prisonniers de guerre évadés et les réfugiés politiques ne doivent pas être refoulés aux frontières.

 Dimanche 18 août 
- Inauguration du téléphérique d’Isérables (VS),

 Lundi 24 août 
- Dans un article publié dans la National Zeitung, à Bâle, le journaliste et historien Hermann Böschenstein s’indigne de l'extradition d'un couple de Juifs belges réfugiés en Suisse.

 Mardi 25 août 
- Sous la pression populaire, le Conseil fédéral atténue sa sévérité dans la pratique de l’accueil des réfugiés.

### Septembre
Mardi 8 septembre
- Première rencontre secrète entre le colonel-brigadier Roger Masson, chef des services secrets suisses, et le SS-brigadeführer Walter Schellenberg, responsable du SD allemand à Waldshut[2].

 Mercredi 23 septembre 
- Débat sur les réfugiés au Conseil national. Plusieurs parlementaires contestent l’affirmation selon laquelle la barque est pleine.

 Vendredi 25 septembre 
- Le tribunal de division VIII condamne à mort deux fourriers coupables de violation du secret militaire.

### Octobre
Vendredi 2 octobre 
- Un train de marchandises entre en collision avec un train de voyageurs entre Bienne et Daucher-Alfermée. Onze personnes sont tuées et dix blessées.

 Mardi 6 octobre 
- Fondation à Berne de la Suisa, société suisse des auteurs et éditeurs, chargée de protéger les droits des auteurs.

 Vendredi 9 octobre 
- Le tribunal de division VIIa condamne à mort un espion de nationalité suisse.

 Vendredi 16 octobre 
- Rationnement du pain à 225 grammes par personne et par jour.
- Seconde rencontre secrète entre le colonel-brigadier Roger Masson, chef des services secrets suisses, et le SS-brigadeführer Walter Schellenberg, responsable du SD allemand à Ermatingen[3].

 Mercredi 21 octobre 
- Inauguration à Genève du Centre Henri-Dunant, destiné à l’accueil des enfants réfugiés.

 Vendredi 30 octobre 
- Introduction d’un impôt de 5 à 10 % sur les produits de luxe, tels que les articles de parfumerie et cosmétiques, les vins mousseux, la bijouterie et les appareils photographiques.

### Novembre
Dimanche 1er novembre 
- Rationnement du lait à 4 dl pour les adultes de 19 à 65 ans, à 7 dl pour les moins de 6 ans, à 6 dl pour les enfants et adolescents de 6 à 19 ans et à 5 dl pour les personnes de plus de 65 ans.

 Lundi 9 novembre 
- Décès à Lausanne, à l’âge de 85 ans, de l’ancien conseiller fédéral Ernest Chuard (PRD, VD).

 Mardi 10 novembre 
- Premier concert de l’Orchestre de chambre de Lausanne, à la Maison du peuple.

 Mercredi 11 novembre 
- En France, les Allemands envahissent la zone libre. La Suisse est totalement encerclée par les forces de l’Axe.

 Samedi 14 novembre 
- Décès à Sils-Maria (GR), à l’âge de 34 ans, de l’aventurière, écrivaine et journaliste Annemarie Schwarzenbach.

 Samedi 28 novembre 
- Le Tribunal de division IIIb condamne à mort deux officiers, un soldat et un civil pour violation du secret militaire et trahison.

 Lundi 29 novembre 
- Le Conseil fédéral dissout le mouvement d’extrême-droite Opposition nationale, qui poursuit des buts mettant en péril la sécurité du pays.

### Décembre
Lundi 7 décembre 
- Le Conseil fédéral introduit un régime de concession pour le commerce de l'or et fixe des prix maximums. Les transactions sur l'or avec l'étranger sont désormais soumises à l'approbation de la Banque nationale suisse.

 Jeudi 17 décembre 
- Un chat sauvage est abattu à Mollens (VS). Il est considéré comme le dernier ayant vécu en Suisse.

 Mardi 29 décembre 
- La Division de la police du Département politique fédéral émet une directive selon laquelle peuvent être accueillis en Suisse : les familles dont l’un des enfants est âgé de 6 ans ou moins, les couples dont l’un des deux partenaires a plus de 65 ans, ainsi que les enfants de moins de 16 ans qui ne sont pas accompagnés.